# سلالة أستراليود

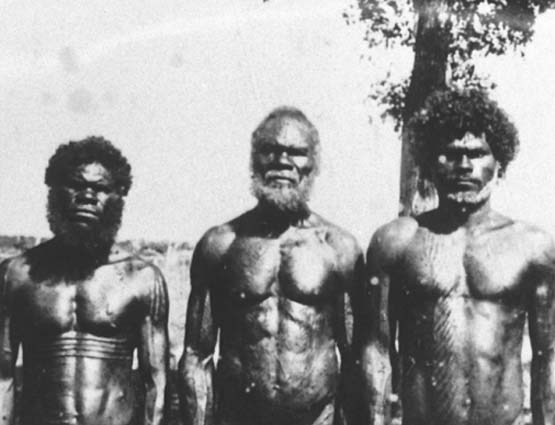
الفيديديون الأستراليود في أستراليا

أستراليود أو الفيديد تسمية تطلق على شعب من سكان سريلانكا وجنوب شبه القارة الهندية وكذلك كل من شابههم في جزر المحيط الهندي وجزر الملاي وفي جيوب مختلفة من شرق آسيا وعلى قبائل الأبوريجين في أستراليا.
ينتمي مصطلح أسترالويد إلى مجموعة من المصطلحات التي قدمها علماء الأنثروبولوجيا في القرن التاسع عشر الذين يحاولون تصنيف الأجناس البشرية. يدعي البعض أن مثل هذه المصطلحات مرتبطة بمفاهيم عفا عليها الزمن للأنواع العرقية، وبالتالي من المحتمل أن تكون مسيئة الآن.

## الصفات السلالية
للفيديد صفات سلالية هندية قديمة نشئت مع الظروف المناخية الحارة، طول القامة ويتراوح ما بين 170 و195سم، لون البشرة أسود شديد السواد والشعر أسود ناعم مموج غير خشن وملامح الوجه بارزة إلى الخارج والجبهة منبطحة إلى الخلف والشفايف كبيرتان بارزتان والانف مستدير الأرنبتين وعريض.

## أصول الفيديد
هناك عدة نظريات حول أصول الفيديد فقيل أنهم وشعب الأستراليود الذي بإستراليا يشكلون جنس منفصل من الأجناس البشرية وهناك من يرى أنهم ينتمون لأفريقيا هجرة قديمة منها ترجع للنهاية العصر الجليدي عندما كانت البحور مجمدة ويابسة حيث تمكنوا من العبور إلى الجزيرة العربية من ثم للقارة الهندية ثم لإستراليا.